# Lepidochitona aleutica
Lepidochitona aleutica är en blötdjursart som först beskrevs av Dall 1878.  Lepidochitona aleutica ingår i släktet Lepidochitona och familjen Ischnochitonidae. Inga underarter finns listade i Catalogue of Life.